# Gloria Chisum
Gloria Chisum va néixer a Oklahoma, i va dedicar més de la meitat de la seva vida a l'educació i la recerca als Estats Units. Es va doctorat en psicologia experimental el 1960, i va encaminar la seva carrera professional cap a l'ensenyament universitari.
El 1965 va ser nomenada directora d'un Laboratori de Visió en un centre de desenvolupament aeri naval, on va investigador mètodes per protegir els pilots contra la pèrdua de la visió durant els girs. Chisum va inventar unes ulleres especials per protegir els pilots en condicions extremes.
Com a dona científica afroamericana, va esdevenir la primera dona negra a pertànyer al Consell de Fideïcomissaris de la Universitat de Pennsilvània.